# モンマスペディア
モンマスペディア（英語: Monmouthpedia）は、イギリス・南ウェールズの町であるモンマスと、オンライン百科事典であるウィキペディアの協同プロジェクトである。
このプロジェクトはQRペディアとQRコードを用いており、スマートフォンからウィキペディアの記事へのアクセスを提供している。受容者は複数言語で提供されているウィキペディアで、モンマスにある施設、人物、建築物、動植物などの記事にアクセスすることができる。公式には2012年5月19日に開始された。モンマスは「世界初のウィキペディアタウン」と表現される。

## 導入

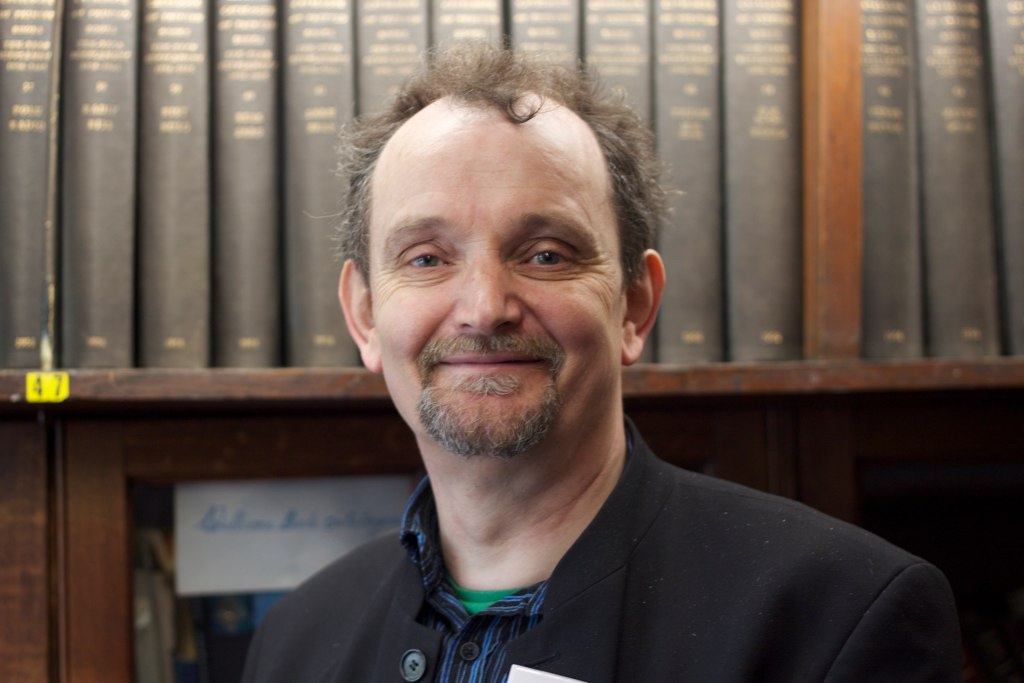
プロジェクトに深く関与したロジャー・バムキン

モンマスペディアの構想は、2011年後半にモンマス在住のジョン・カミングスによって考案された。カミングスはブリストルで開催されたTEDxイベントに参加し、QRペディアをダービー博物館・美術館に活用するプロジェクトについて議論した。ウィキメディアUKの代表であり、QRペディアの共同創設者でもあるロジャー・バムキン(Roger Bamkin)とともに、カミングスはモンマスペディアのプロジェクトを立ち上げた。このプロジェクトはモンマスシャー議会やシャイア・ホール（ビジターセンター兼市議会）にも支持された。モンマスシャー政府は後に、ウィキペディアン・イン・レジデンスを導入する計画を発表した。
モンマスペディアの当面の目標は、2012年4月までに1,000のQRコードを対象物に貼付することだった。対象物にはQRコードがあしらわれたセラミック製の記念額が設置された。プロジェクトのウェブサイトでは5月までに、モンマスに関する712の新記事と加筆記事（計25言語）が報告された。訪問者のスマートフォンの言語環境設定を基にして、非英語話者がモンマスペディアを使用した場合には自動的に母語の記事が表示される。プロジェクトの開始時には、イギリス以外の協力者によって、英語以外の言語で500の記事が利用可能となった。
モンマスシャー図書館は、QRコードを蔵書に貼付した世界初の図書館となった。スマートフォンを所有する利用者は、手に取った書籍やその著者についてのウィキペディアの記事にアクセスすることができる。地元作家の作品やウェールズの書籍が優先して作業されたが、2012年に開催されたエリザベス女王のダイヤモンド・ジュビリー（即位60周年）やロンドンオリンピックに関する書籍も他に優先された。

## 受容

イギリスにおけるモンマスシャーの位置

ウェブログの「テックダート」に寄稿しているグリン・ムーディは、モンマスペディアがウィキペディアの未来であるのかを問うた。ムーディはこのプロジェクトを2010年のハリウッド映画『インセプション』に見立て、「フラクタルなウィキペディアの一種」を生み出すものと説明。「ウィキペディアの中のウィキペディアの中のウィキペディア」を潜在的に可能にするものだとした。このエントリーから数日後には世間のモンマスペディアに対する関心が拡大した。
ウィキメディアUKのスポークスマンは、プロジェクトページの閲覧回数が10,000回に達したと発表し、ノルウェー、イングランド、フランス、スコットランド、アメリカのテキサス州の町から問い合わせがあったことを明らかにした。モンマスでの先例はイギリスの海外領土であるジブラルタルからの興味も引き寄せ、そこでは7月13日にジブラルタルペディアのプロジェクトが開始された。
ウィキペディアの共同創設者であるジミー・ウェールズもモンマスペディアのプロジェクトに熱心であり、「町全体をウィキペディアにするというのは新しい発想であり、モンマスの人々が先進的である証だ。すべてはボランティアとウィキメディアUKによるものである。他の町や都市でも同じことが行われるのを楽しみにしている」と語った。
2012年7月、モンマスシャー議会はこの構想をモンマス以外の町に拡張することを計画していると発表し、チェプストウとラグランという町の名前を挙げた。「モンマスシャーペディア」の発信を狙いとして、2012年11月には議会によって新しい部門が設置された。2012年10月、モンマスペディアはモンマスシャー・ビジネス・アワードで優秀マーケティング賞を受賞した。
チェプストウのSevern Quayで住宅開発を行い、モンマスシャー・ビジネス・アワードのスポンサーでもあるウィンデル・プロパティ・マネジメントは、ウェブサイトでモンマスペディアを賞賛した。「モンマスのみで広告的価値は212万ポンドと推定される」とし、チェプストウで類似のプロジェクトを開始する場合には「チェプストウでもまた利益が得られるだろう」とした。
2013年2月7日、モンマスペディアはウィキメディアUKのガバナンスレビューを誘発した利益相反行為の一つとして言及された。ウィキメディアUK代表のロジャー・バムキンがコンサルタント料を受け取っていたことで、ウィキメディアUKの評判が落ちたという。

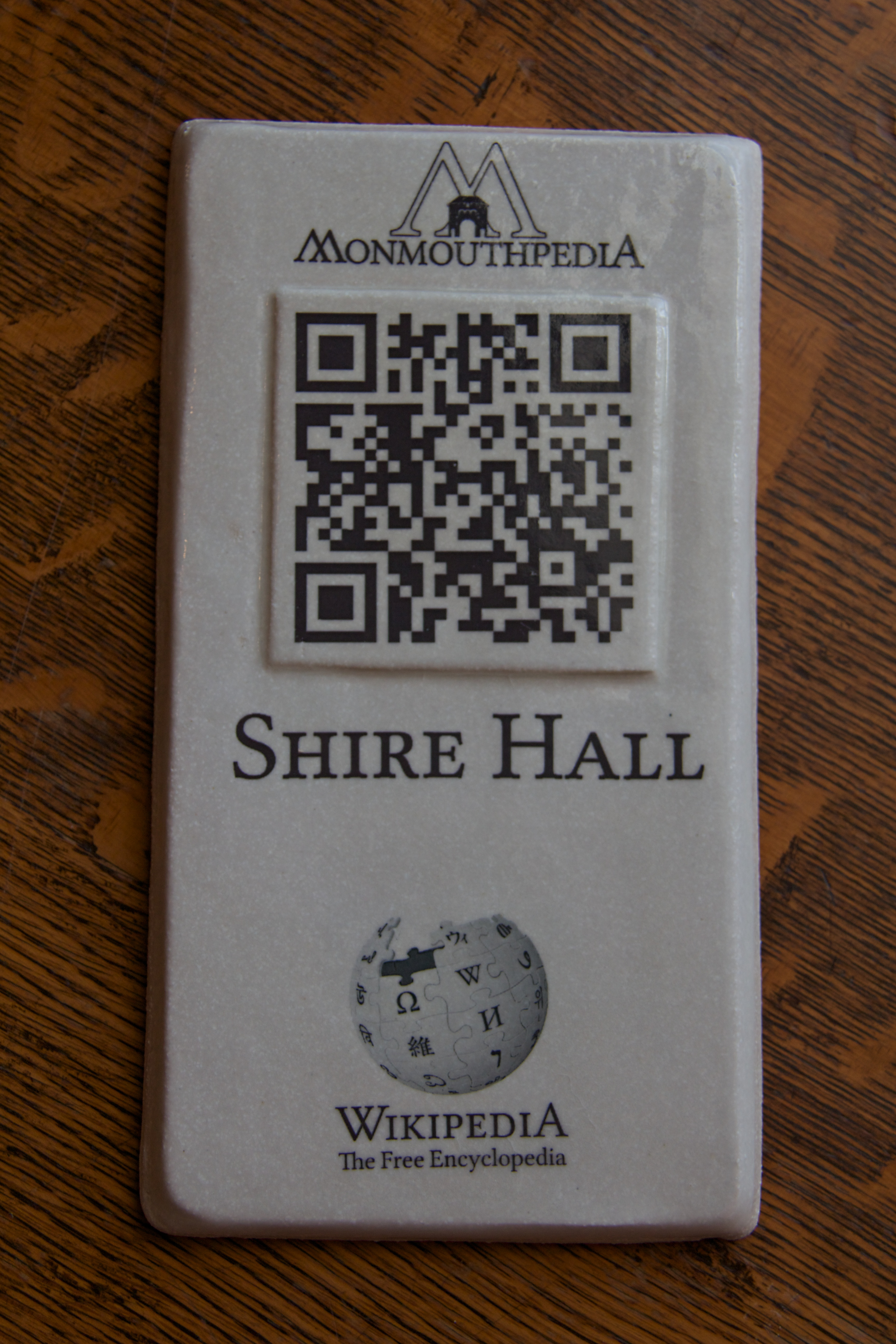
モンマスペディアの記念額
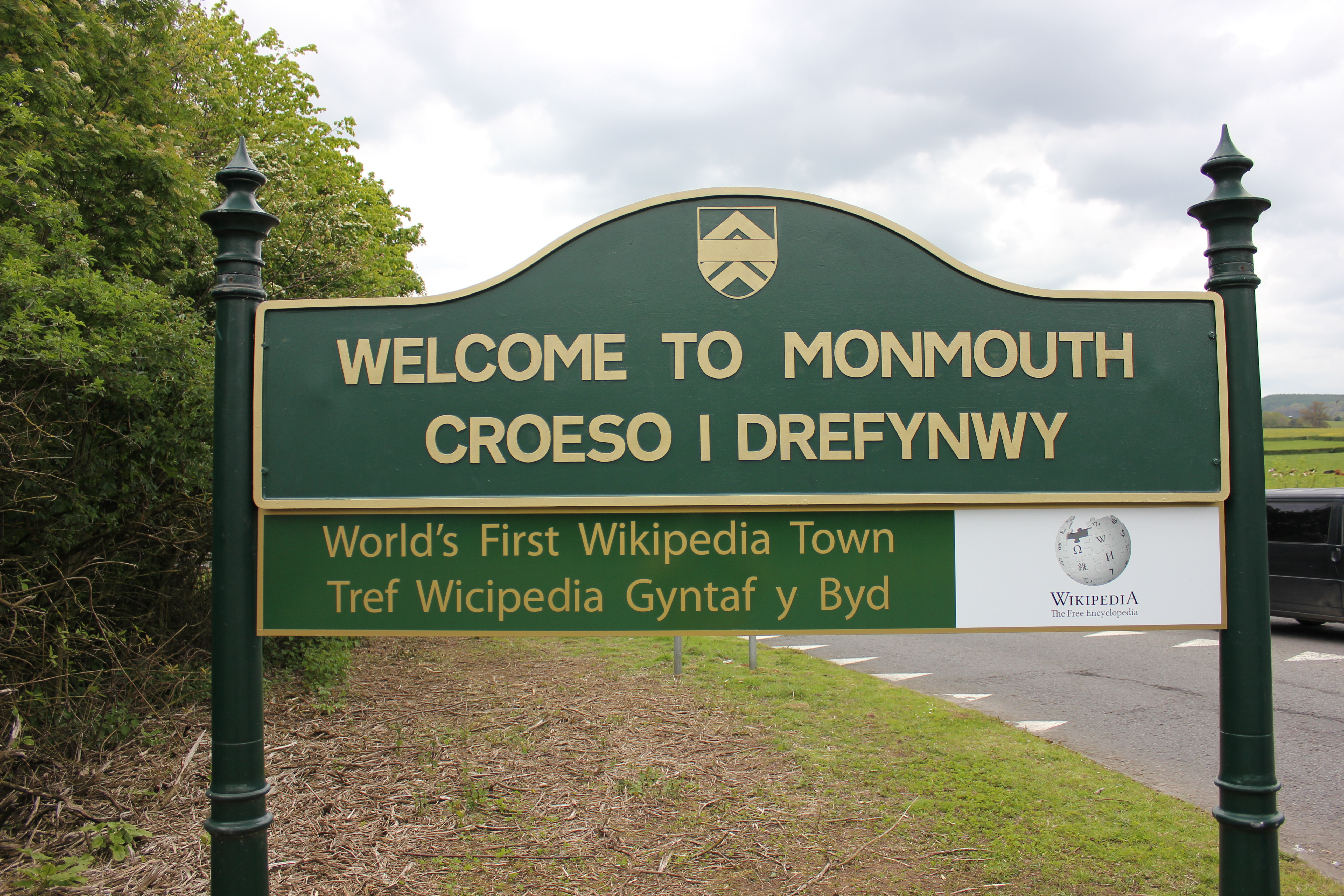
世界初のウィキペディアタウン
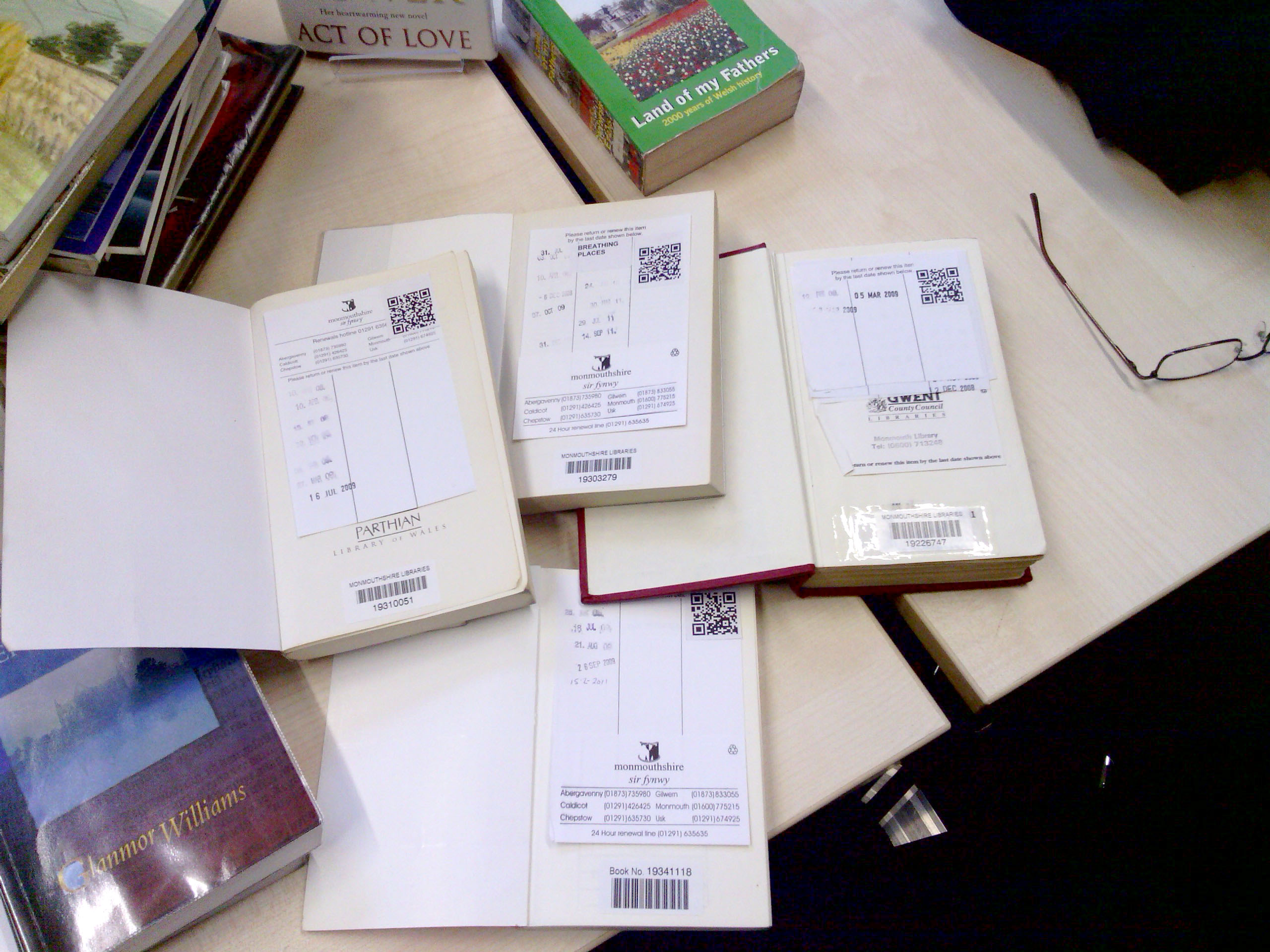
図書館蔵書に貼付されているQRコード
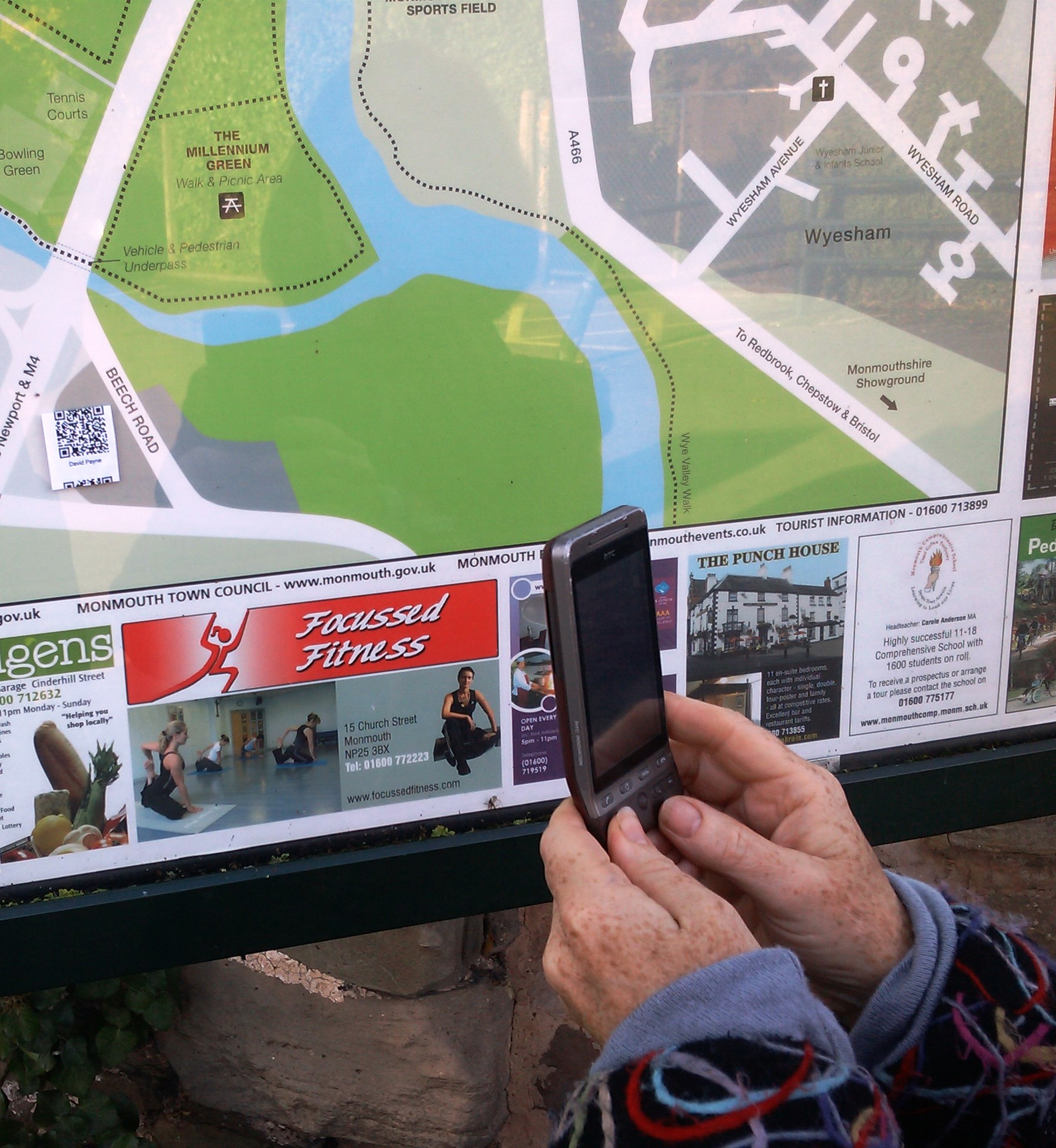
QRコードの試み